# Varshávskaya

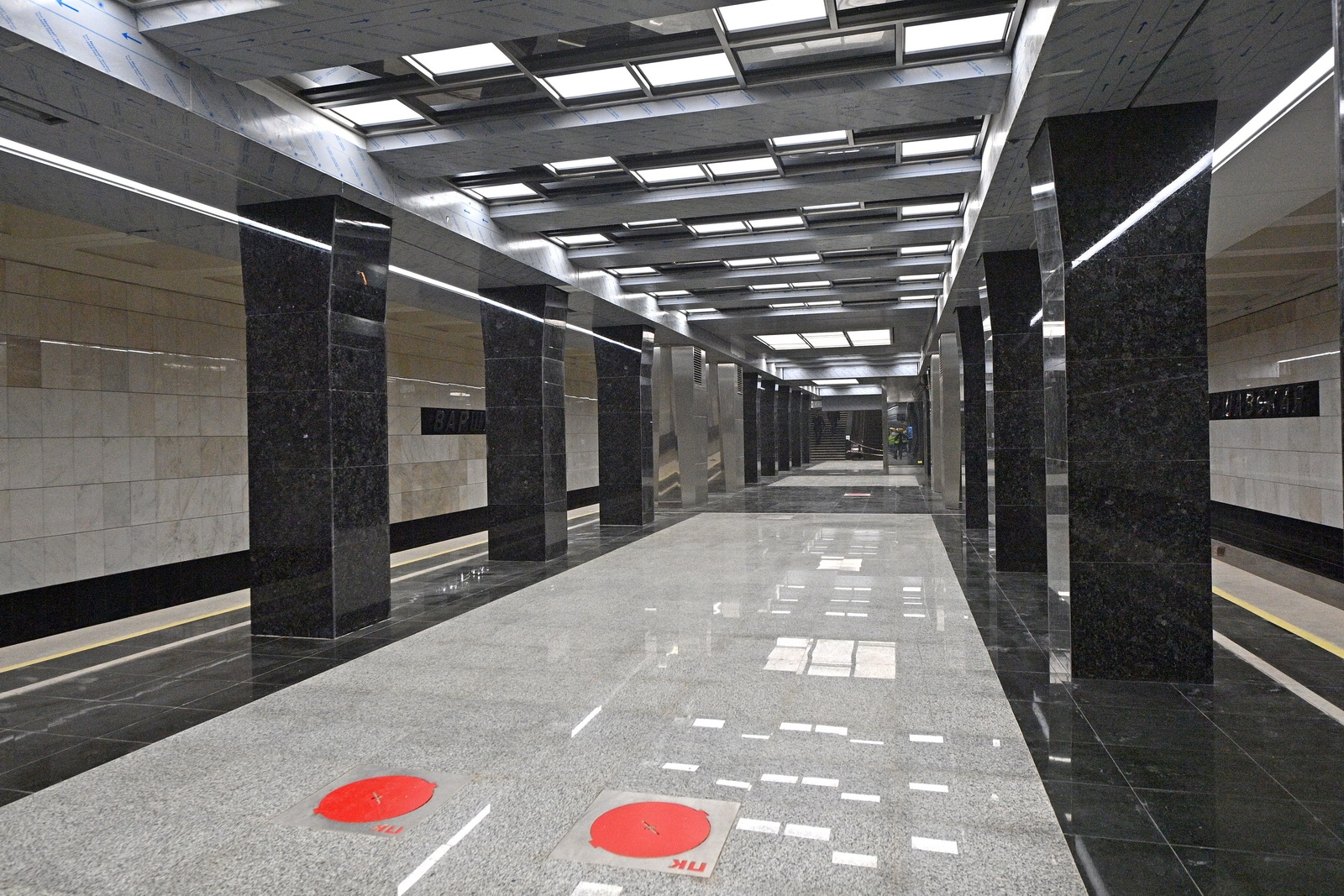
La estación durante la reconstrucción en noviembre de 2022

Varshavskaya (del ruso: Варша́вская) es una cerrada temporalmente estación del metro de Moscú en la línea Kajovskaya. La estación se abrió el 11 de agosto de 1969 como parte de la línea Zamoskvoretskaya que le prestó servicio hasta 1995. Actualmente es la única estación en la línea de metro más corta de Moscú. 
La estación fue diseñada por las arquitectas Nina Alyoshina y Nataliya Samoylova con el típico diseño de las estaciones de metro de Moscú en los años 1960: "sorokonozhka" (ciempiés), con 3 secciones separadas por 2 hileras de 40 pilares cuadrados que se elevan hacia un techo plano y recubiertos con mármol amarillo-rosáceo. El suelo está embaldosado con granito gris en diferentes tonalidades y asfaltado en los bordes de ambos los andenes. Las paredes están recubiertas con azulejos añiles y con un zócalo de mármol azul. Además la pared está decorada con diferentes obras de arte metálicas en los que se representan diferentes siluetas de paisajes urbanos de la ciudad de Varsovia, obra de Kh.Rysin, A.Lapin y D.Bodniyek.
La estación está situada próxima a dos importantes arterias hacia el sur: la carretera Varshavskoye y la estación de tren Varshavskaya. irónicamente ni están apuntando hacia Varsovia ni llegan a esta ciudad. El vestíbulo oriental de esta estación tiene pasos subterráneos que llevan directamente a los andenes de la estación de tren, mientras que el vestíbulo occidental está situado bajo la intersección de la carretera con Chongarsky Prospekt, que sale de ella. 
Detrás de la estación hay una rama que lleva hasta las cocheras de Zamoskvoretskoye que da servicio tanto a las línea Kajovskaya como a la línea Zamoskvoretskaya. Por ello, de vez en cuando hay un servicio directo desde Varshavskaya a todas las estaciones del lado norte de la línea Zamoskvoretskaya y viceversa. Los trenes que hacen esto se diferencian por estar compuestos por ocho vagones en lugar de seis.